# Tamia de Townsend
Neotamias townsendii
Espèce
Statut de conservation UICN

 LC  : Préoccupation mineure
Le Tamia de Townsend (Neotamias townsendii) est un petit rongeur du genre Tamias originaire d'Amérique du Nord et qui ressemble à un écureuil.

## Étymologie
Le Tamia de Townsend tire son nom de John Kirk Townsend, un ornithologiste du début du XVIIIe siècle.

## Habitat
Ce tamia vit dans les zones boisées du Nord-Ouest Pacifique que ce soit en Colombie-Britannique, en Oregon ou dans l'État de Washington. Il s'agit du seul membre du genre Tamia dans la plus grande partie de cette région.

## Description
Adulte, il peut mesurer jusque 36 cm du nez jusqu'à la queue. Il se distingue par une queue grise au-dessus et rougeâtre en dessous. Son corps a une coloration brune avec des bandes peu visibles de couleur fauve. Ce mammifère omnivore hiberne dans les régions où les hivers sont rudes mais il reste actif toute l'année dans les régions plus douces. Il se nourrit de plantes, d'insectes et même d'œufs d'oiseaux.
Dans la chaîne côtière de l'Oregon, la densité de sa population est plus importante dans les zones recouvertes d'arbustes denses et en particulier de la  Gaulthérie shallon).
Durant l'été et au début de l'automne, ce tamia se nourrit de baies. Durant l'automne, il se nourrit de graines, de semences, de racines et de pignons de conifères.